# Å (lletra)
Å o å és una lletra representant una vocal als alfabets chamorro, danès, noruec, suec, istroromanès i való. La lletra Å representa en els alfabets nòrdics el so que en català s'anomenaria "o tancada". Allà però, la lletra pot correspondre a una vocal llarga (en general) o curta (si té dues consonants darrere, en general), distinció que no es fa en català.
La lletra ha estat emprada en les llengües escandinaves des de l'adopció de l'alfabet llatí a l'edat mitjana, en perjudici de les runes. Tot i que fou abandonada pel danès i el noruec per influència de l'alemany i el neerlandès (on sovint les paraules amb "aa" corresponen a escandinaves amb "å", com per exemple: haar en neerlandès, hår en noruec - “cabells” en català-) fou mantinguda pel suec. La lletra fou reintroduïda al noruec el 1917 i al danès el 1948.
En danès i en noruec, "Aa" és considerat equivalent a "Å" (per majúscules; i "aa" per minúscules en lloc de "å"), sobretot si hom escriu en un teclat on Å/å no està disponible. És a més una forma molt comuna en noms antics, siguin geogràfics o de persones. En general, els primers han estat readaptats, però els segons no (vegeu per exemple, el cas d'Ivar Aasen, pare del nynorsk).
En totes tres llengües la lletra es col·loca al final de l'alfabet llatí habitual, si bé en el cas del suec apareix tot just després de la "Z" (precedint Ä i Ö) mentre que en noruec i danès "Æ" i "Ø" la precedeixen, essent-hi la darrera lletra de l'alfabet, que s'acaba amb "...Z, Æ, Ø, Å".
En totes tres llengües escandinaves, å té significat per si mateix, volent dir "rierol". En noruec, és a més una marca de l'infinitiu: å synge -cantar-, å sove -dormir- (en l'estil de l'anglès to: to sing, to sleep).